# 上海电影艺术职业学院
上海电影艺术职业学院是位于中國上海市浦东新区张江高科技园区内的一所全日制民办普通高等职业学校，经国家教育部、文化部和上海市政府批准于2003年12月成立，它是继北京电影学院后中国第二所以“电影”命名的高等学校。

## 简介
学院地址位于张江高科技园区达尔文路188号，距离上海地铁二号线张江高科站1000米。周边有上海中医药大学、上海外国语大学浦东外国语学校、上海交通大学信息安全学院、复旦大学微电子学院、中国美术学院上海设计学院等高校。校舍一期占地60亩，二期占地160亩，三期占地400亩，总投资6.8亿元。
2004年10月12日，举行首届新生开学典礼，有表演、动画等专业的600余名新生参加。2005年8月，学院南校区一期工程正式完工交付使用。2006年12月，南校区二期开始规划。

## 院系设置
学院是大专第一批招生，大专学历教育，学制三年。设有影视艺术、动画游戏、数字艺术设计、舞蹈表演和音乐表演共5个学院、17个专业，目前在校生近3000人。

### 影视艺术学院
- 影视表演
- 编导
- 电视节目制作
- 广播电视技术
- 主持与播音
- 人物形象设计
- 新闻采编与制作
- 文化艺术管理
- 艺术设计(影视/舞台美术设计)

### 动画游戏学院
- 影视动画(3D动画/CG动画)
- 电脑艺术设计(游戏美术设计)

### 数字艺术学院
- 广告设计与制作
- 多媒体设计与制作
- 应用艺术设计(数码环艺/会展)

### 舞蹈表演学院
- 中国舞
- 国标标准舞

### 音乐表演学院
- 流行音乐演唱
- 音乐教育
- 音乐制作
- 音乐剧
- 钢琴/器乐演奏
- 声乐演唱[3]